# Perche commune
Perca fluviatilis
Espèce
Répartition géographique
Statut de conservation UICN

 LC  : Préoccupation mineure
La perche commune, perche franche, perche zébrée, ou encore perche européenne ou tout simplement perche en France (Perca fluviatilis) est une espèce de poissons d'eau douce de la famille des Percidae.
La perche est un poisson carnassier d'eau douce (lac, rivière, mare et étang) et quelquefois dans les eaux saumâtres. La perche aime les eaux oxygénées. Elle vit en banc où se mêlent des individus d'âges différents. Elle est prédatrice de petits animaux vivants, mais, très adaptable, elle peut aussi se contenter de ce qui est disponible, voire se rabattre sur le cannibalisme même entre alevins, si la nourriture manque.

## Nom vernaculaire
Il existe plusieurs espèces de perches, comme la perche commune, qui vit en Europe, et la perchaude, qui vit en Amérique du Nord. D'autres poissons d'eau douce, qui ne sont pas de proches parents de la perche, et même certains poissons d'eau de mer, sont également parfois appelés « perches » :
- la perche soleil importée d'Amérique, qui prolifère et qui détruit les lieux de fraie des autres poissons, est considérée comme un poisson nuisible que les pêcheurs n'ont pas le droit de remettre à l'eau ni de transporter vivant.
- la perche du Nil est un poisson largement élevé en Afrique, en aquaculture
- la perche de mer est le nom donné à plusieurs poissons d'eau de mer, comme le bar commun ou les vivaneaux.

## Description

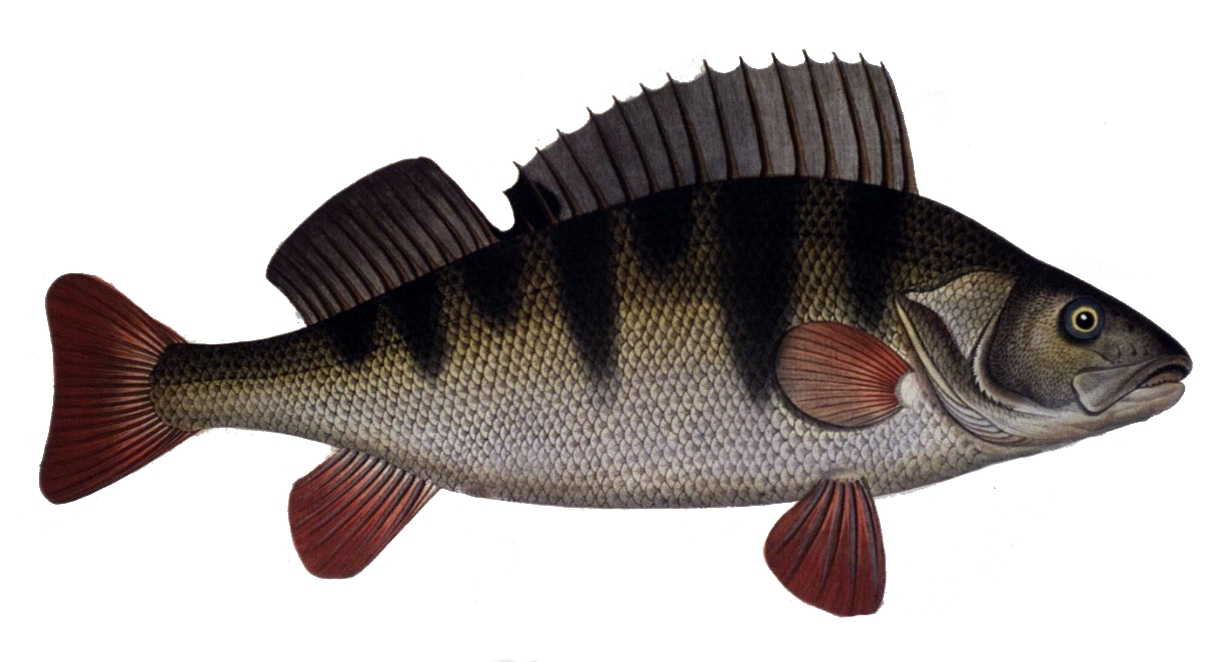
Le dos de la perche commune (Perca fluviatilis) est plus foncé quand elle vit dans des eaux plus sombres (plus riches en acide humique), ce qui la rend plus discrète

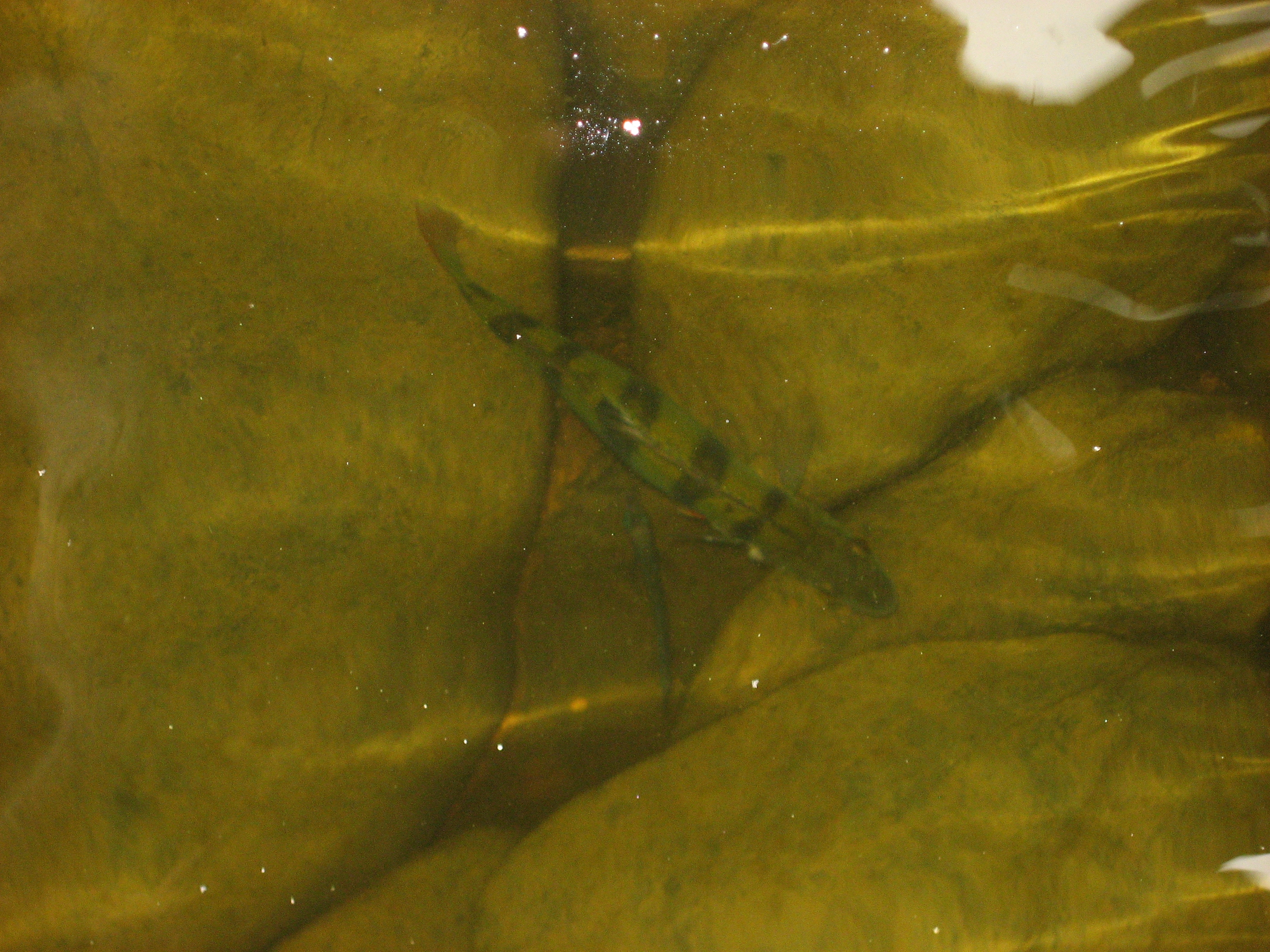
Perche, vue de dessus. Ses couleurs l'aident à se fondre dans son environnement aquatique

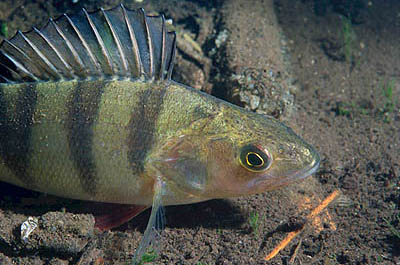
Nageoire dorsale déployée

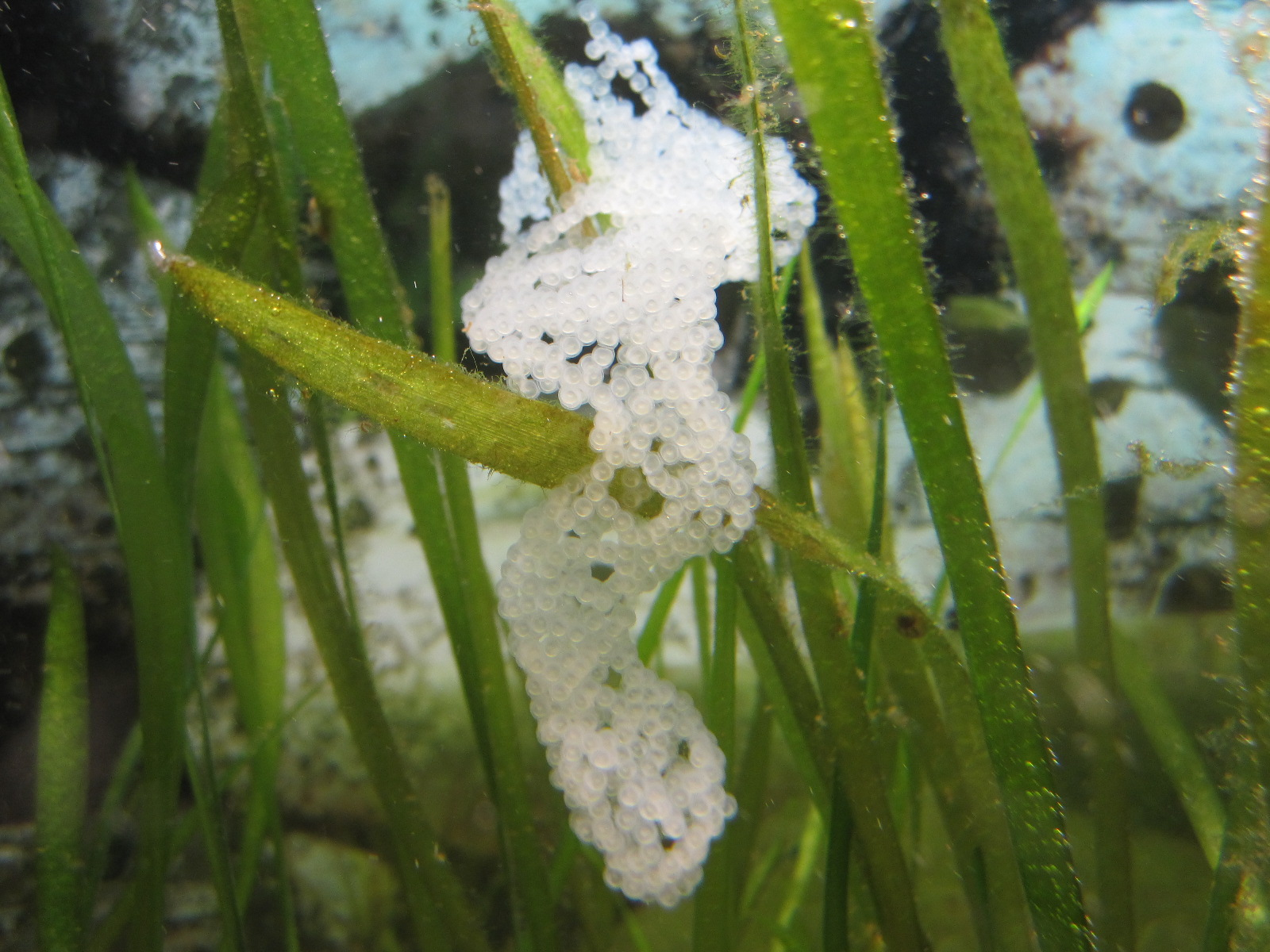
Ponte de perche sur des feuilles de rubaniers d'eau.

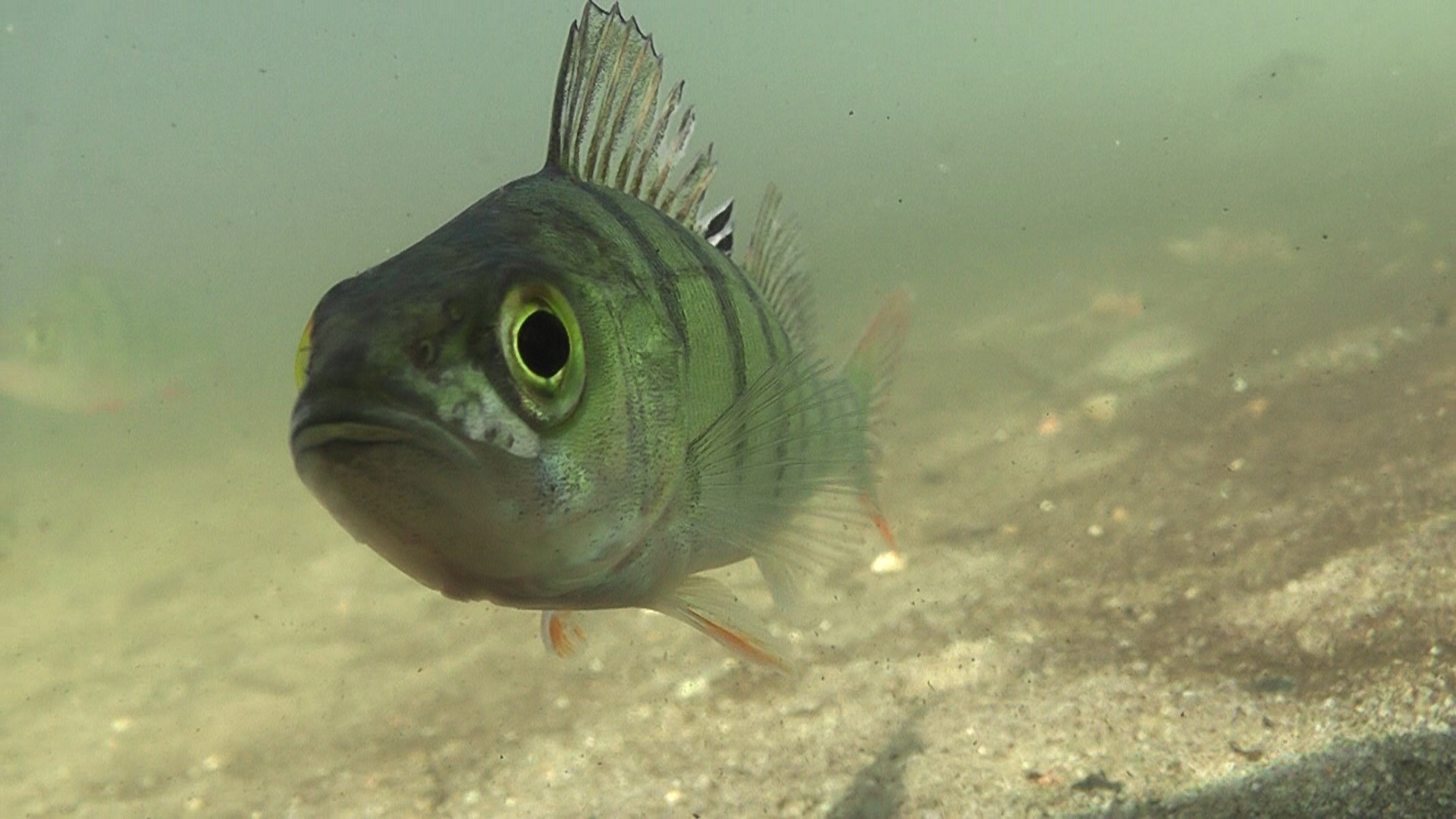
La jeune perche est souvent curieuse et passe du temps à inspecter ce qui est nouveau dans son environnement

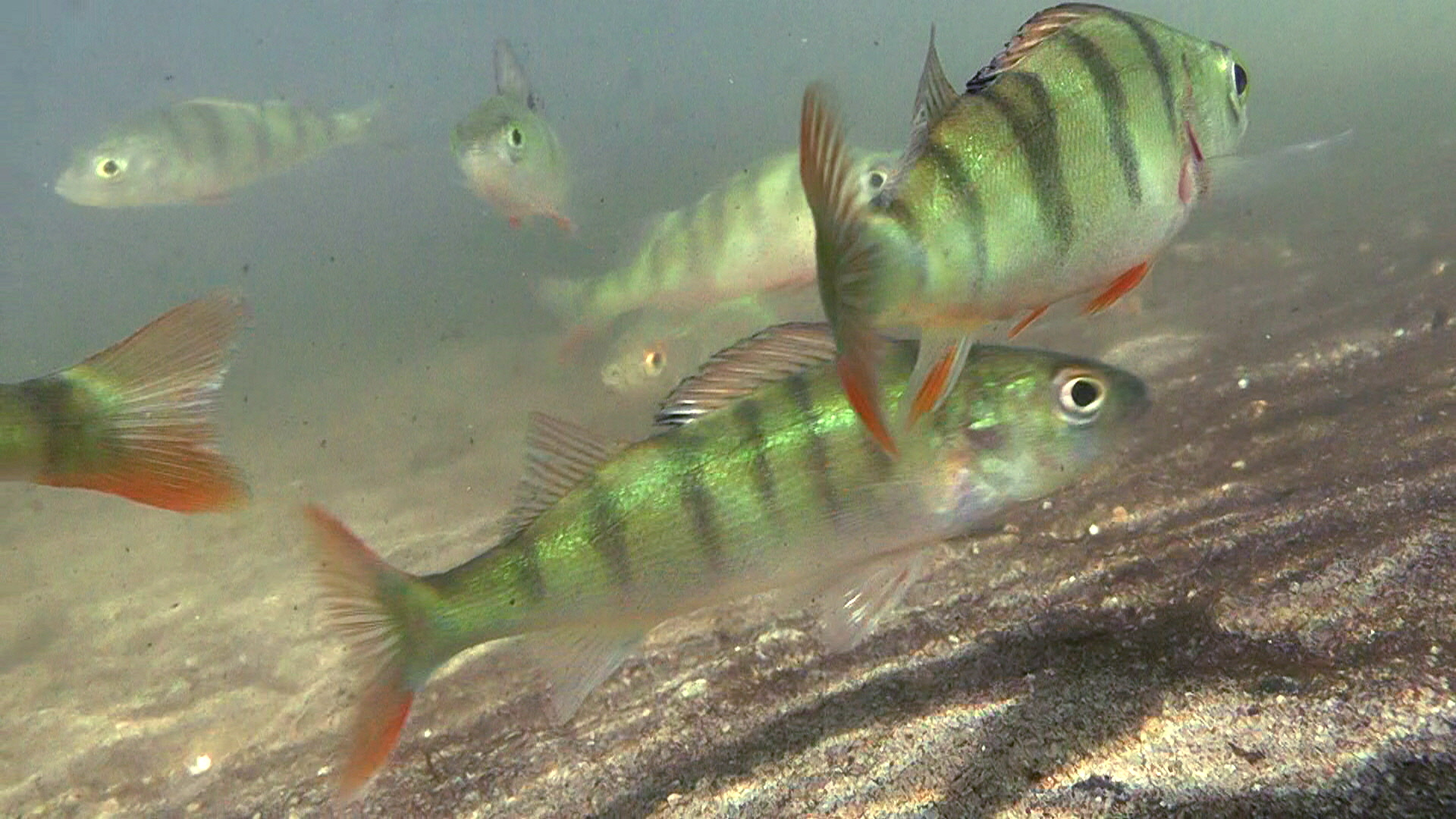
Les jeunes perches sont grégaires et forment des bancs pouvant parfois atteindre des centaines d'individus (ici à dans le lac Großer Klobichsee, dans le Brandebourg).

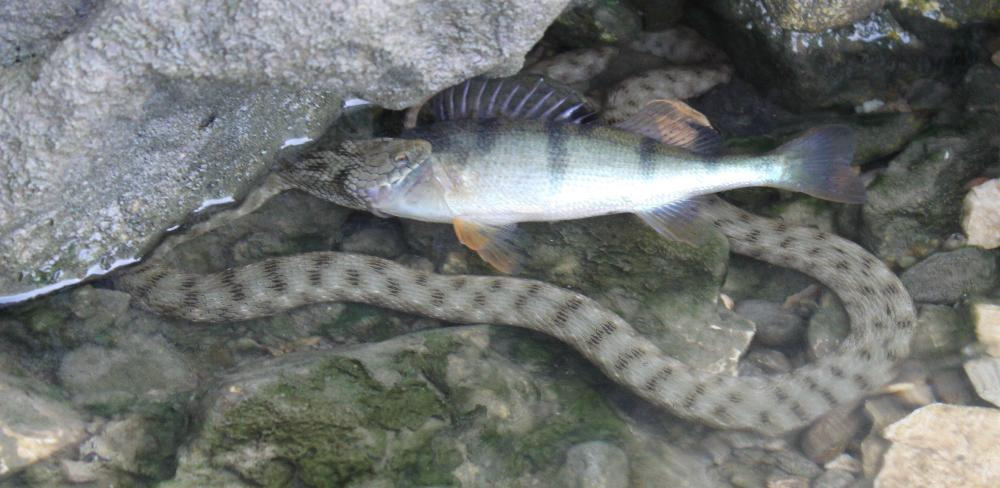
La couleuvre tessellée, bien adaptée au milieu aquatique, compte parmi les prédateurs de la perche (et de nombreuses autres espèces). Sa mâchoire extensible lui permet d'ingérer des proies bien plus grosses qu'elle

La perche adulte mesure environ 25 cm et pèse en moyenne 200 g. Elle peut atteindre 40 cm et 2 kg en fonction des facilités d'alimentation. On reconnait une perche à son dos bossu, aux lignes noires transversales sur ses flancs. Elle a une nageoire dorsale épineuse. La nageoire caudale et les nageoires ventrales sont parfois rougeâtres.
Elle a le dos de couleur gris-vert, les flancs étant plus clairs avec des bandes sombres. On observe parfois des individus dépourvus de ces rayures. Le ventre est blanc. Elle a deux nageoires dorsales séparées, les nageoires pelvienne et anale sont orangées à rougeâtre.
Les mâles et femelles grandissent de manière similaire les deux premières années. Tous les alevins grandissent à peu près à la même vitesse la première année (indépendamment du nombre ou de la densité d'alevins qui varie beaucoup selon les années) et un peu moins la seconde année (corrélation négative avec le nombre d'alevins). À partir de la troisième année, les femelles grandissent légèrement plus vite que les mâles. La taille de la perche fluviatile à un âge donné (âge qui peut être évalué par l'étude des écailles et de l'os operculaire) varie ensuite significativement selon les contextes trophiques, de dynamique et densité de population et surtout selon la température de l'eau et le cas échéant selon le degré de pollution de l'eau ou des sédiments. 
Les mâles et femelles parvenant à la maturité sexuelle dans leur seconde ou troisième années sont respectivement légèrement plus grandes à cet âge que ceux qui atteignent ce stade plus tard. Des variations importantes de taille sont observées pour des animaux d'un même âge selon les années ou lieux, qui semblent notamment dues à la température de l'eau, les perches grandissant nettement moins vite dans une eau à moins de 14 °C.
Elle ressemble biologiquement, comportalement et physiquement à l'espèce nord américaine perchaude (Perca flavescens) mais s'en différencie notamment par une différence dans la position de l'os prédorsal (« suffisante pour maintenir leur rang d'espèces distinctes ») ; pour le reste, sa répartition (géographique et en profondeur) ainsi que la période de fraie, la croissance des larves et alevins, sa fertilité et sa maturation sexuelle sont contrôlées par les mêmes facteurs environnementaux et stimuli (salinité, température, courants, taux d'oxygène dissous…).
On observe un rythme nycthéméral dans le cycle quotidien de l'alimentation, avec des réponses à la lumière similaire chez les deux espèces (de même pour la formation de bancs, les activités et migrations journalières ou saisonnières).

## Régime alimentaire
La perche est un poisson carnassier vorace qui se nourrit de vers, de larves, d'insectes, de crustacés, d'écrevisses, d'alevins et de petits poissons comme les ablettes, les gardons et même des petites perches...
La perche a une réputation de poisson carnassier qui chasse les autres poissons en bandes comme les goujons, les gardons, les ablettes, etc. En réalité, les premières années, la perche se nourrit en grande partie de zooplancton et de larves, de vers et de crustacés et d'insectes ou d'autres invertébrés, en chassant à vue le jour et au moyen de ses organes des sens la nuit. Elle se montre à la fois sensible aux vibrations, aux stimuli visuels et elle dispose d'un organe du goût performant.

## Reproduction
La perche se reproduit en avril dans des eaux peu profondes et froides (7-8 degrés) et choisit des lieux où la végétation est abondante. La femelle pond jusqu'à 300 000 œufs. Les œufs éclosent au bout de 2 à 3 semaines. Les alevins se nourrissent de plancton animal. Les mâles sont féconds à 2-3 ans, les femelles le sont 1 à 3 ans plus âgées.
La perche pond en fin d'hiver près du fond ou des berges, ou dans certains embâcles, généralement sur des plantes aquatiques ou sur des branches immergées des rubans d’œufs. Pour la pérennité de l'espèce, il est donc important de ne pas trop "nettoyer les cours d'eau" ou étangs au moment de la reproduction (printemps) et de ne pas retirer de l'eau ces branches qui servent de frayères où les œufs sont convenablement oxygénés et protégés des bactéries, invertébrés et sédiments.

## Répartition et habitat
Cette espèce est présente dans la majeure partie de l'Europe et en Asie du nord. Elle a été introduite dans plusieurs pays dont l'Australie pour la pêche sportive où elle est devenue nuisible et est à l'origine de divers problèmes écologiques. Elle vit dans les eaux calmes des lacs ou ralenties des rivières, appréciant les zones où elle peut se dissimuler (arbres ou branches immergés, rochers, etc.).

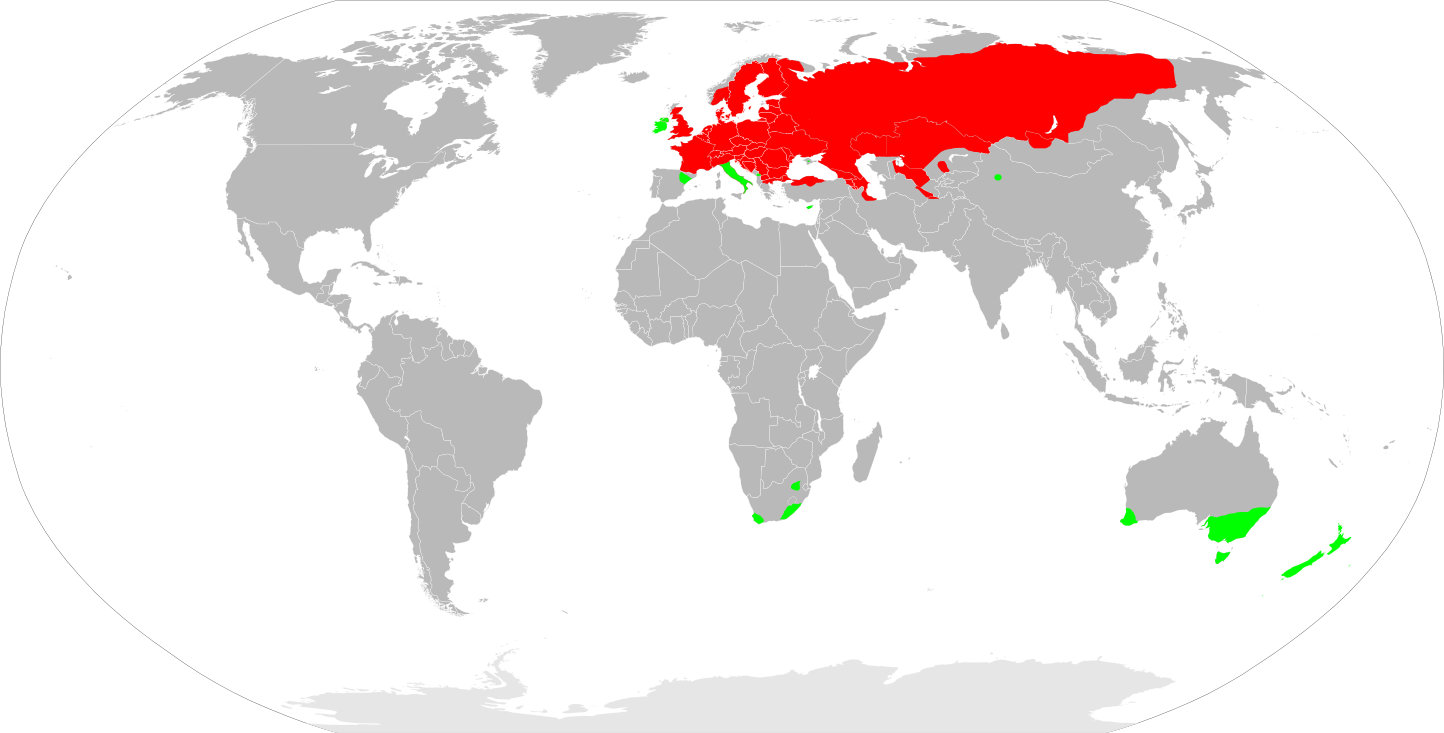
Répartition géographique de la perche commune.

## Phylogéographie
La perche commune fait partie de la famille des Percidae.
D'après des analyses génétiques faites chez des perches prélevées dans 55 sous-populations d'Europe et d'une sous-population de Sibérie, durant les dernières glaciations, la perche a survécu dans plusieurs refuges glaciaires, avec des traces de différentiations génétiques encore observables dans le génome (ADN mitochondrial ou ADNmt) des sous-populations européennes.
Outre un groupe sud-européen génétiquement distinct qui comprend une population grecque et une population sud-danubienne, trois grands groupes de perches sont aujourd'hui connus dans 1) les bassins d'Europe occidentale, 2) les bassins d'Europe de l'Est (incluant une population de perches sibériennes) et 3) des populations norvégiennes (du nord de la Norvège, et de l'ouest du côté du fjord d'Oslo). Différentes sous-populations européennes pourraient provenir de différents refuges, mais les transferts de poissons par les pêcheurs, les eaux de ballast de péniches ou les canaux qui mettent en relation des bassins normalement non connectés pourraient accélérer les mélanges génétiques.
Les analyses phylogénétiques (ADNmt) laissent penser que la lignée sud-européenne serait la plus ancienne et fondatrice des autres groupes.
Les corridors écologiques utilisés pour la recolonisation post-glaciaire par la perche s'appliquent probablement aussi à  d'autres espèces dulçaquicoles (« avec des motifs de distribution similaires »).

## Écologie
La perche commune est un poisson grégaire, qui forme des groupes de sujets de mêmes générations, hormis pour les perches âgées qui vivent solitairement.
Elle est dans son milieu souvent en compétition avec le gardon qui partage une partie de sa niche écologique, comme l'a montré une expérience faite par L Persson en 1986. Cette expérience consistait à réduire une population de gardon (suppression de 70 % des individus, soit 40 % de la biomasse). Le résultat a été un accroissement de 140 % du nombre de perche (par explosion du nombre de jeunes de l'année) et un accroissement de la biomasse de zooplancton au point qu'en août les jeunes perches ont continué à consommer le zooplancton plutôt que de basculer vers un régime alimentaire basé sur les invertébrés. De plus, la population de perche a aussi étendu ses habitats.
Les individus les plus grands sont trouvés dans les milieux dont les eaux sont plus transparentes, ce qui facilite la chasse à vue. Inversement, dans les milieux homogènes et eutrophes (aux eaux généralement turbides), les perches sont plus petites et on observe des relations de compétition plus marquées entre les classes d'âge au sein de la niche écologique ; avec un chevauchement alimentaire important. Il semble que la concurrence intraspécifique limite la diversité des tailles de perches et le nombre de classes d'âge, d'autant plus que l'habitat est homogène.
La perche a pour prédateurs : l'homme, le sandre, le brochet et les oiseaux piscivores comme le héron ou le cormoran.
Dans leur niche écologique et la communauté de poissons, certains auteurs leur attribue un rôle de « convertisseurs d'invertébrés en une nourriture convenable pour les poissons prédateurs finaux ». Dans les environnements pollués (en canal notamment) elle contribue à la bioconcentration de certains polluants dans la chaine alimentaire (vers les brochets notamment).

## Taxonomie
Du fait de sa forte ressemblance et de sa capacité à s'hybrider avec la perche commune, la perchaude (Perca flavescens) a parfois été classifiée comme en étant une sous-espèce, d'où son nom trinomial : Perca fluviatilis flavescens. Cependant, il n'est pas établi clairement si les hybrides sont fertiles ou non, et la plupart des classifications traitent les deux poissons comme deux espèces distinctes. D'après NatureServe, une étude sur des allozymes indique que Perca fluviatilis et Perca flavescens sont deux espèces différentes.

## La perche commune et l'homme

### Pêche

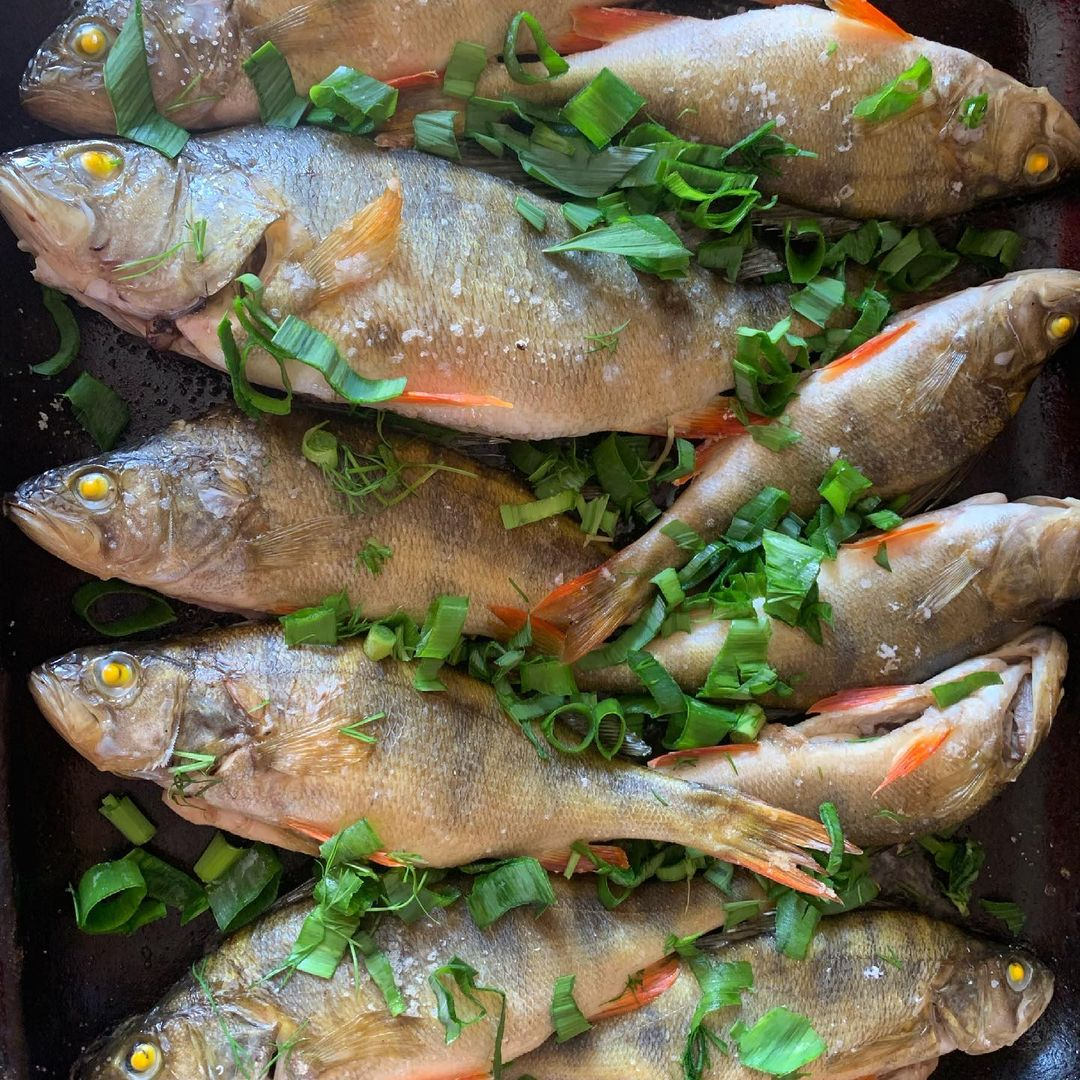
Plat de perche

La perche est réceptive aussi bien aux appâts naturels qu'aux leurres artificiels. Les pêcheurs qui la recherchent spécifiquement pratiquent en majorité la pêche aux leurres lors des périodes où celle-ci est ouverte. Des leurres de petites tailles sont particulièrement efficaces, notamment les poissons nageurs et leurres souples entre 6 et 8 centimètres.
Les cuillers tournantes de taille moyenne (taille 2 ou 3) permettent de pêcher facilement d'assez belles perches, d'une bonne vingtaine de centimètres si elles sont présentes.
La pêche dite en "drop-shot" (grâce à des leurres souples) trouve son originalité dans le fait de rester sur un poste et non d'effectuer une traîne. Le ver de terre (sous-ordre Lumbricina), de toute taille, est aussi un appât apprécié. La « pêche au vif » recherche les individus les plus gros, mais reste une pêche "tout carnassier", contrairement peut-être à la pêche aux leurres qui autorise une petite adaptation à l'espèce recherchée. Le pêcheur cherche à provoquer l'excitation du poisson et éveiller son instinct d'attaque. Ce poisson reste sans doute le carnassier le plus simple à prendre, surtout pour le pêcheur novice.
La chair de la perche commune est réputée excellente. La perche représente avec le brochet et le sandre, 80 à 90 % des importations de poissons d’eau douce frais. Consommée sous forme de gros poisson entier, de friture et de petit ou grand filet, elle est appréciée dans les régions alpines, scandinaves, russes et, en général, partout où elle est présente.
La production française provient pour une grande part d'une pêche professionnelle dans les grands lacs alpins (ex : le Léman). Le marché français étant déficitaire, il importe également, notamment de Scandinavie et des Pays de l’Est.

### Aquaculture

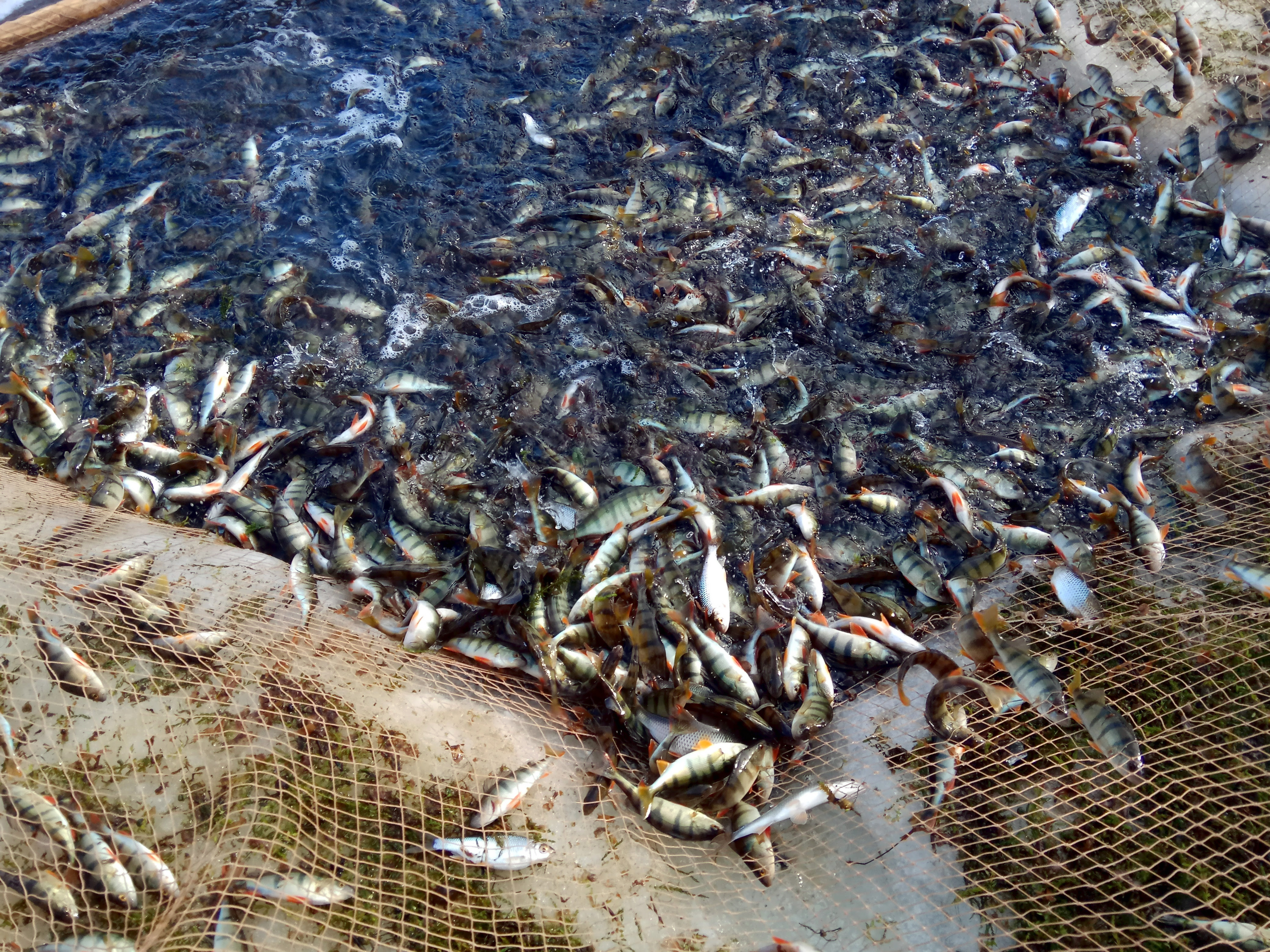
Perche de rivière dans les filets de pêche. Bouriatie, Russie

Depuis la fin des années 1990, la production intensive de perche en circuit fermé (pisciculture) s’est progressivement développée en Europe. Ce système de production implique la production de juvéniles en écloserie dont les principes d’élevage s’inspirent de la larviculture des poissons marins (proies vivantes, sevrage et nourrissage sur l’aliment inerte). Aujourd’hui, les performances de l’élevage de la perche du stade larvaire au stade juvénile restent encore aléatoires. Parmi les points de blocage mis en évidence, on peut citer l’hétérogénéité de la croissance, le cannibalisme, une faible survie et des malformations squelettiques.

Des élevages industriels de perche ont également été mis en place en Australie.

## Pathologies, menaces
Cette espèce se montre rustique dans la nature, mais peut être touchée occasionnellement par des infections bactériennes et virales (éventuellement viroses émergentes,), par diverses parasitoses et mycoses.
Cucullanus elegans est une espèce de nématodes chromadorés de la famille des Cucullanidae. C'est un endoparasite de la perche.

### Vidéographie
- Attaques de proies (petits gardons) par des perches (en aquarium), par Frank Perrin, sur YouTube
- Bancs de perche  (de tailles et âges différente) par Philippe Carrière, sur YouTube